# Lac Crystal (Baie-de-la-Bouteille)
Le lac Crystal est un plan d'eau du territoire non organisé de la Baie-de-la-Bouteille, dans la municipalité régionale de comté (MRC) de Matawinie, dans la région administrative de Lanaudière, au Québec, au Canada.
Dès le milieu du XIXe siècle, la foresterie a été l'activité économique prédominante dans ce secteur.

## Géographie
Les bassins versants voisins sont :
- au sud : le versant de la décharge du lac du Caribou et Montour ; le ruisseau Saint-Pierre ;
- à l'ouest : la rivière Mastigouche Nord ;
- au nord : le ruisseau Ignace dont le lac Civille qui constitue le lac de tête ;
- au nord-est : le versant du lac aux Lézards qui constitue le lac de tête d'une branche de la rivière Sans Bout ;
- à l'est : le lac Écartant, qui fait partie du versant de la rivière Sans Bout.

D'une longueur de 1,5 km, le lac Crystal est situé à 500 m d'altitude dans les montagnes du territoire non organisé Baie-de-la-Bouteille, dans la Zec des Nymphes, près de la limite de la Réserve faunique Mastigouche. L'embouchure du lac Crystal est située au nord-ouest.
Le lac Crystal constitue le lac de tête de la rivière Mastigouche Nord qui a une longueur de 42,6 km (mesuré en suivant le courant). Cette rivière traverse la Réserve faunique Mastigouche sur environ 24,3 km, à partir du lac du Caribou en descendant jusqu'au sud du lac du Triton. À partir de l'embouchure du lac Crystal, la rivière Mastigouche Nord descend sur un premier segment de 7,9 km, en traversant le lac du Vison, le lac au Foin, le lac Montour et le lac Caribou.

## Toponymie
Les anciens toponymes désignant le lac Crystal sont : lac Clair, lac Clear et lac Mink.
Le toponyme "lac Crystal" a été officialisé le 5 décembre 1968 à la Banque des noms de lieux de la Commission de toponymie du Québec.